# Рудня-Городище
Рудня-Городище — село в Україні, у Новогуйвинській селищній територіальній громаді Житомирського району Житомирської області. Населення становить 471 осіб.

## Географія
У селі річка Писарівчина впадає у Гнилоп'ять, праву притоку Тетерева.
На південному заході від села річка Гриньківка впадає у Гнилоп'ять.

## Історія
Колишня назва Рудня. У 1906 році Рудня-Гордище, село Троянівської волості Житомирського повіту Волинської губернії. Відстань від повітового міста 24 версти, від волості 4. Дворів 89, мешканців 1000.
Біля села знаходиться декілька поселень ІІ-І тис. до н. е. та Х-ХІІІ ст. н. е.
Село постраждало внаслідок геноциду українського народу, проведеного урядом СРСР 1932—1933.
Було центром Руднє-Городищенської сільської ради.
12 червня 2020 року, відповідно до розпорядження Кабінету Міністрів України № 711-р «Про визначення адміністративних центрів та затвердження територій територіальних громад Житомирської області» увійшло до складу Новогуйвинської селищної територіальної громади.
19 липня 2020 року, в результаті адміністративно-територіальної реформи та ліквідації Житомирського району (1939—2020), село увійшло до складу новоутвореного Житомирського району.